# جوانان امروز
جوانان امروز (نام قبلی: اطلاعات جوانان) نام مجله‌ای ویژه جوانان است که مؤسسه اطلاعات آن را از سال ۱۳۳۷ تا سال۱۳۹۷ منتشر کرد.نخستین شماره مجله "جوانان امروز" با شکل و شمایل جدید در روز دوشنبه ۴ مهر ماه ۱۳۴۵ منتشر شد و بر اساس مجلات موجود تا تاریخ ۲۳بهمن سال ۵۷ در سیزده سال چاپ مجله، ۶۲۹ شماره به چاپ رسیده است. انتشار این مجله بعد از انقلاب نیز ادامه داشت اما با این تفاوت که از شماره ۶۲۵ به تاریخ ۲۵ دی ماه ۵۷، دیگر از آن رنگ و لعاب و عکسها و پوسترهای جوان‌پسند خبری نبود. آخرین شماره‌ای که نصف آن انقلابی و نصف دیگر مجله، به اصطلاح شاهی‌ست، شماره ۶۲۴ میباشد که پس از هفت هفته اعتصابات مطبوعات به چاپ رسید. در این شماره که عکس تختی روی جلد مجله نقش بسته، در وسط عکسهایی از گوگوش در برنامه شبکه صفر را دارد و نصف دیگر صفحات مربوط به اعتراضات، اعتصابات، محاکمه‌ها و اسامی شهدای انقلاب میباشد. در این شماره سردبیر قول میدهد که زین پس مجله جوانان امروز، به شکل قدیمی چاپ نمیشود و همراه مردم ایران، تمام صفحات انقلابی و بدون سانسور خواهند بود.
ت.
در ۵ شهریورماه ۱۳۹۷ اعلام شد «جوانان امروز» قدیمی‌ترین مجله جوان ایرانی و از نشریات زیر مجموعه موسسه اطلاعات، بعد از شصت سال، به علت مشکلات اقتصادی تعطیل شد.